# Totari
Totari (leggasi Tòtari) è un borgo agricolo arroccato sulla cima di una collina (m. 146 s.l.m.) ed è la frazione più grande del comune di Alife, distante oltre 6 km dal capoluogo comunale.

## Storia
Fino al sec. XIX, la località era molto meno popolata ed era chiamata, dagli abitanti del luogo, Li Melilli, poiché il cognome Melillo, ramificatosi in moltissimi famiglie di contadini del luogo, possedeva la maggior parte dei fondi agricoli di Totari.

## Monumenti e luoghi d'interesse
La chiesa parrocchiale, costruita negli anni ottanta del '900, è dedicata (prima e unica nel mondo cattolico) al santo dell'ordine dei Francescani scalzi (detti anche alcantarini dal nome del loro fondatore Pietro d'Alcántara), il frate Giovan Giuseppe della Croce, originario dell'isola d'Ischia, ma vissuto per diversi anni (dal gennaio del 1671 a tutto il 1685) proprio nella diocesi di Alife (qui venne anche ordinato sacerdote), presso il Santuario di Santa Maria Occorevole dove, insieme ai confratelli, fondò la piccola chiesa rupestre di Santa Maria degli Angeli e l'eremo della Solitudine.
Altra sentita devozione degli abitanti del borgo di Totari è per la Madonna del Carmine, festeggiata solennemente il 16 luglio di ogni anno con festa religiosa e civile. Le statue lignee dei due patroni di Totari, conservate nella chiesa parrocchiale, sono entrambe pregevoli opere artigianali in legno di tiglio, realizzate ad Ortisei in Val Gardena, nel Laboratorio di Ferdinando Perhatoner, rinomato scultore di arte sacra, appartenente all'omonima famiglia di artisti gardenesi.
Nelle vicinanze della frazione c'è l'antica Selva Alifana ovvero un bosco (attestato anche in antichi documenti del XVI secolo) costituito da vegetazione tipica della macchia mediterranea, non lontano da cui scorre il medio corso del fiume Volturno con i suoi affluenti: un ecosistema tipico per diversi tipi di animali e uccelli che qui trovano il loro naturale habitat. Ricordiamo, inoltre, che il territorio totarese ricade completamente nell'area del Parco Regionale del Matese. L'amenità dei luoghi, poi, ha fatto sì che nella zona sorgessero, negli ultimi anni, vari "agriturismi" (alcuni con sede in antichi casali, localmente detti massarìe) che accolgono, soprattutto d'estate, molti turisti italiani e stranieri.

## Società

### Tradizioni e folclore
A Totari si svolge, nel periodo estivo, la Sagra dei Tagliariégli e Fasùli, piatto tipico locale composto da questa tipica pasta fresca (fatta solo con acqua, farina e un pizzico di sale) e un sughetto di fagioli borlotti.

### Enti
Il borgo era sede di Scuola Elementare (sede staccata dell'Istituto Comprensivo di Alife-Sant’Angelo), di Ufficio Postale (fino a ottobre 2009, poi chiuso) e di una delle tre parrocchie che costituiscono l'unità pastorale alifana.

## Economia
Presso il borgo di Totari era attiva la Masseria Cirio (di proprietà del Gruppo Benetton), una grande azienda agricola d'allevamento bovino oggi dismessa, che dava lavoro a molte persone del luogo.